# リザレクション (2002年の映画)
『リザレクション』（성냥팔이 소녀의 재림）は、韓国の映画作品。アングラ詩作「マッチ売りの少女の再臨」にインスパイアされ、マトリックス三部作を思わせるCG映像表現と社会風刺を交えたアクション作品となっている。

## ストーリー
プロゲーマーに憧れる青年・チュは、鬱屈した日々の中で自分が好意を寄せていた少女と瓜二つの少女からライターを渡され、ライターに書かれていた電話番号にかけたことにより、最新鋭のVRゲームへ参加していくことになる。
そのVRゲームの内容は、「誰からも無視されてマッチの代わりにガスライターのガスを吸って孤独に死ぬ」を繰り返すゲーム上のマッチ売りの少女を「自分の愛した人の前で死んでいく」というエンディングに導くというものだった。チュは仲間とともに、彼女をエンディングに導くため戦いに挑んていく。

## キャスト
| 役名             | 俳優             | 日本語吹替                                                                                                |
| ---------------- | ---------------- | --- |
| チュ             | ヒョンソン       | 横堀悦夫                                                                                                  |
| マッチ売りの少女 | イム・ウンギョン | 弓場沙織                                                                                                  |
| ナギョップ       | ミョン・ゲナム   | 後藤哲夫                                                                                                  |
| オベロン         | チョン・ドゥホン | |
| イ               | キム・ジンピョ   | 楠大典 |
| ララ             | チン・シン       | 山像かおり                                                                                                |
| その他           |                  | 林真里花 谷昌樹 多田野曜平 宮内敦士 飯島肇 里見圭一郎 浅野真澄 髙階俊嗣 七世一樹 深沢エミ 富永旋津子 橘凛 |